# Mytki
Mytki (ukr. Митки) – wieś na Ukrainie, w obwodzie winnickim, w rejonie żmeryńskim.
Znajdują się tu dawny pałac Cichaczowa, rzymskokatolicka parafia św. Józefa w Mytkach oraz przystanek kolejowy Mytky, położony na linii Żmerynka – Mohylów Podolski.

## Historia
W czasach Rzeczypospolitej wieś leżała w województwie podolskim. Znajdowały się tu wówczas zamek i kaplica katolicka. Odpadła od Polski w wyniku II rozbioru.
W XIX i w początkach XX w. położone były w Rosji, w guberni podolskiej, w powiecie mohylowskim, gminie Marianówka. Po I wojnie światowej w Związku Sowieckim. Od 1991 na niepodległej Ukrainie. Do 2020 w rejonie barskim.